# Hermonassa moorei
Hermonassa moorei är en fjärilsart som beskrevs av Charles Boursin. Hermonassa moorei ingår i släktet Hermonassa och familjen nattflyn. Inga underarter finns listade i Catalogue of Life.